# Kameanka, Perevalsk
Kameanka (în ucraineană Кам'янка) este un sat în comuna Petrivka din raionul Perevalsk, regiunea Luhansk, Ucraina.

## Demografie
Componența lingvistică a localității Kameanka
     Ucraineană (81,85%)
     Rusă (16,94%)
Conform recensământului din 2001, majoritatea populației localității Kameanka era vorbitoare de ucraineană (81,85%), existând în minoritate și vorbitori de rusă (16,94%).